# Virginia Duenkel
Virginia Duenkel, född 7 mars 1947 i Orange, New Jersey, är en inte längre aktiv amerikansk tävlingssimmare.
Duenkel var specialist över de längre sträckorna i frisim och ryggsim men de var under hennes karriär sällan med i internationella tävlingar. Hon deltog vid de Olympiska sommarspelen 1964 i Tokyo och vann där en guldmedalj över 400 meter frisim. Dessutom van hon under samma olympiad en bronsmedalj över 100 meter ryggsim.
Året 1985 blev hon upptagen i International Swimming Hall of Fame.